# Eurotas (rey)

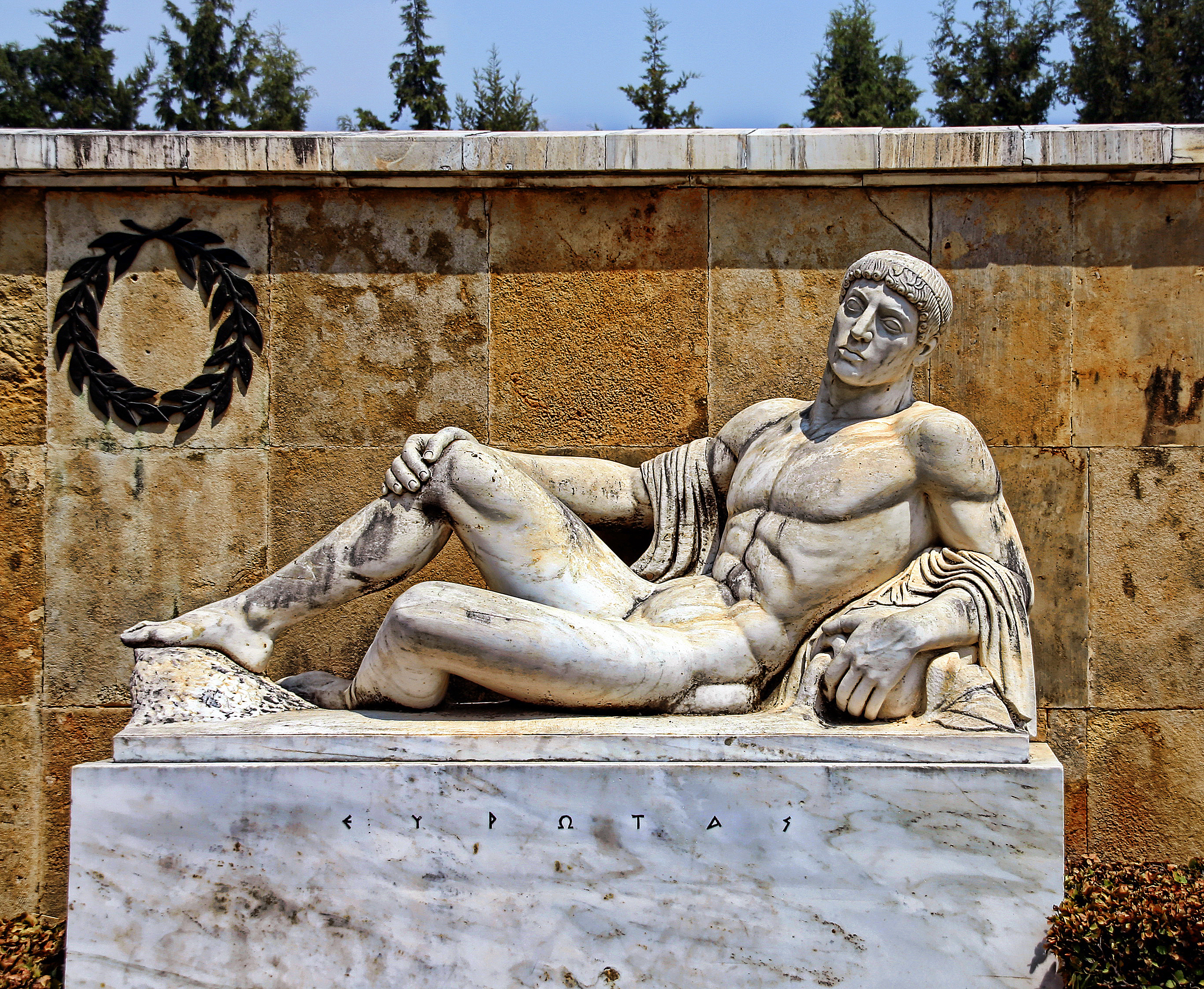
Estatua del rey Eurotas

En la mitología griega, Eurotas (en griego antiguo: Εὐρώτας) fue un rey de Laconia.

## Familia
Eurotas era hijo del rey Miles y nieto de Lélege, antepasado epónimo de los léleges. La Biblioteca del Pseudo-Apolodoro ofrece una ligera variante sobre la genealogía mítica de Eurotas, quien es descrito como el hijo de Lélege, nacido de la tierra, y su esposa Cleocaría, una de las náyades. Las versiones más antiguas dicen que su madre fue Táigete, una de las Pléyades. Eurotas no tuvo heredero varón, pero tenía dos hijas, Esparta y Tiasa; una dio su nombre a la ciudad y la otra a un río. Mecionice, descrita como natural de Hiria e hija de Eurotas (si es que se trata del mismo personaje y no del oceánida) fue la madre, por Poseidón, del argonauta Eufemo.

## Mitología
Eurotas legó el reino a Lacedemón, el hijo de Zeus y Táigete, de quien fue nombrado el monte Taigeto, según Pausanias. Este Lacedemón se casó con su hija Esparta y renombró el estado con el nombre de su esposa.
Pausanias dice que «a la muerte de Miles, heredó el reino su hijo Eurotas. Éste hizo bajar al mar mediante un canal el agua estancada de la llanura, y cuando la vació —lo que quedaba era ya la corriente de un río— lo llamó Eurotas». Este "canal" es visto por el traductor y comentarista de Pausanias, Peter Levy, SJ, como una explicación etiológica del cañón del río Eurotas (actualmente llamado Vrodamas); se trata de un barranco situado al norte de Skala donde el río ha atravesado las estribaciones del Taigeto después de cambiar de dirección hacia el al oeste del valle.

## Eurotas en el arte
Los dioses de los ríos suelen estar representados en el arte griego, como los motivos de monedas, como figuras con cuerpos de toros y rostros de humanos. Si solo aparece la cara, pueden usar cuernos y tener el cabello ondulado o estar acompañados de peces. Claudio Eliano afirma que las Eurotas y otros ríos son como toros.